# 夙川河川敷緑地

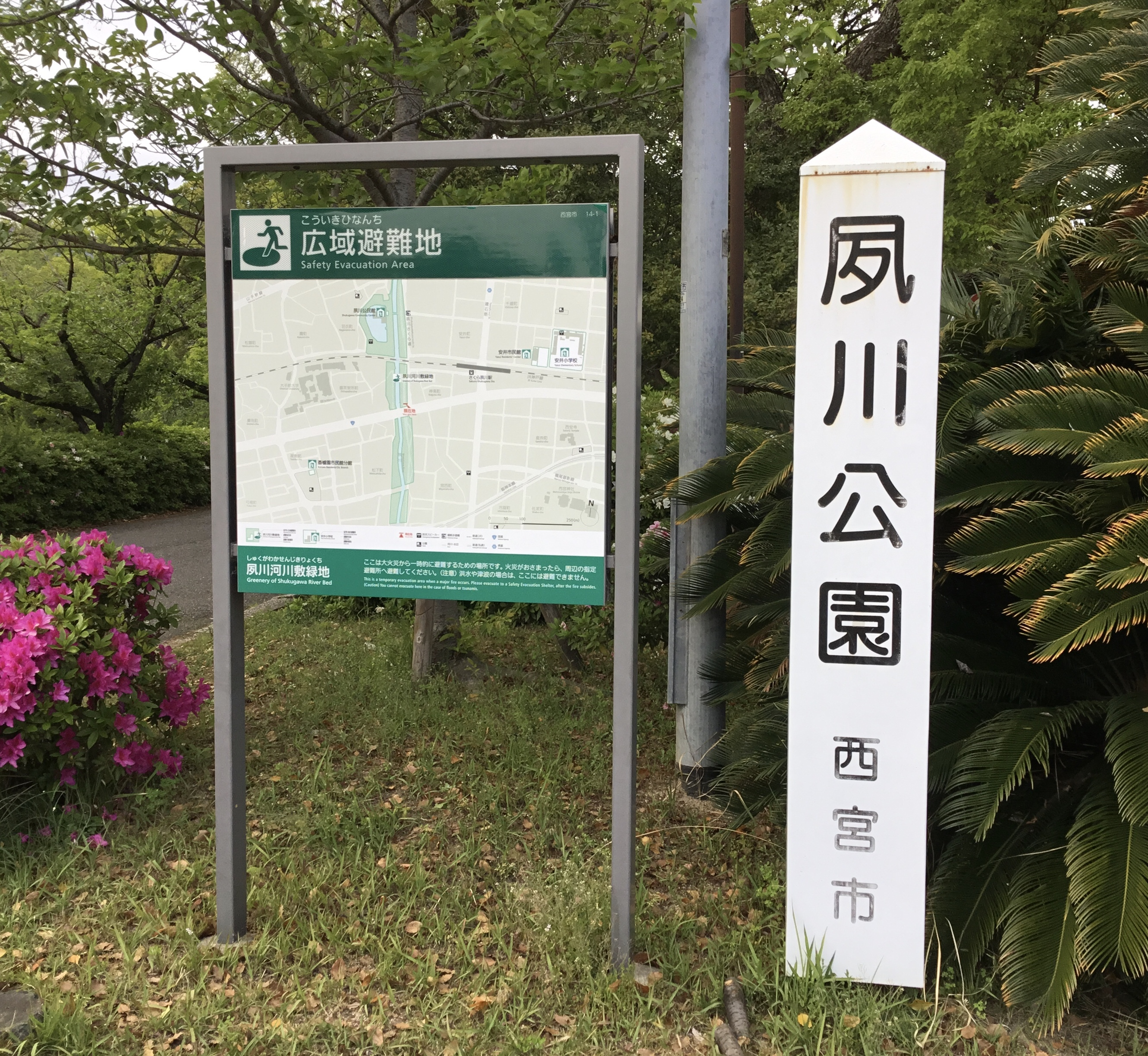
夙川公園 (夙川河川敷緑地)

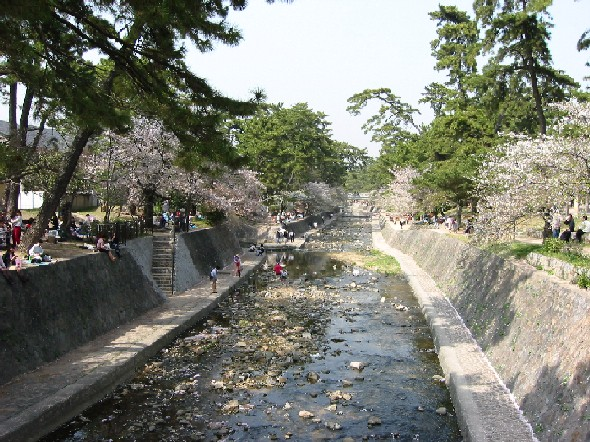
阪急夙川駅付近

夙川河川敷緑地（しゅくがわかせんじきりょくち）は、兵庫県西宮市にある公園である。夙川公園とも呼ばれるがこれは通称で、正式名称は夙川河川敷緑地である。
西宮市の夙川の河川敷沿いに、南は香櫨園浜の海岸部から北は銀水橋までの約4km、20.8haにわたって、“街路”（後述）として整備された公園緑地である。桜の名所でもある。なお、公園へ続く川沿いの道路は夙川オアシスロードと呼ばれている。

## 歴史
1937年（昭和12年）、当時の金額で34万円余りの費用と約5箇月の時間をかけて造成され、同年5月17日午前10時から上流の阪急甲陽線苦楽園口駅東側で竣工式が盛大に行われた。
大正から昭和にかけて、阪神地域では、石屋川、武庫川などで河川改修に伴って、廃河川敷が売却処分された。そのため神戸市の石屋川では、数百年来の松林が消滅したという。夙川でも、宅地開発を目的として廃河川敷の処分を求める声が高まっていたが、兵庫県並びに西宮市は、土地が民間に払い下げられて開発されると、古来の風致が損なわれて永久に取り戻すことができなくなると憂え、夙川の緑地保全に動いた。
1928年（昭和3年）から、西宮市は3度にわたり夙川両岸の公園としての都市計画決定を兵庫県知事に上申した。一方、民間からは同時期に、夙川の河川改修と不用国有地無償払い下げ出願、河川埋め立て出願がなされた。昭和初期当時の大蔵省は国家財政難対策として、国有地の積極的な売却処分方針を打ち出しており、そのための視察団が1931年（昭和6年）に夙川を訪れる運びとなった。この動きに対抗して都市計画兵庫地方委員会は、翌1932年（昭和7年）6月21日及び7月11日に委員会を開催して、夙川の公園化案を都市計画事業として取りまとめ、内務大臣に申請した。地方委員会出席者には、兵庫県知事をはじめ、西宮市長、内務省技師など25名が名を連ねている。これに基づき、同年8月17日、夙川は都市計画道路（街路）として計画並びに事業決定された。
右岸一帯が都市計画街路1等大路第3類第17号線（延長3540m、幅員2から65m、標準幅員28m）、左岸一帯は同18号線（延長3310m、幅員6から56m、標準幅員28m）とされた。しかしその内容は、面積約20ヘクタールの帯状の緑地公園であり、名称としても夙川公園が用いられた。
事業期間は、1932年（昭和7年）から1937年（昭和12年）、事業費30万3千5百圓とされた。財源内訳は、特別市税（都市計画特別税）61パーセントが最大であるが、受益者負担金27パーセントが次いで大きい。これは夙川公園の整備によって周辺の公共団体及び居住者が、緑の多い良好な生活環境の形成と水害防止という恩恵を受けるものとして、公園の両側それぞれ約270mの範囲について負担金を求めたものである。事業費は、工事中の昭和9年の室戸台風、昭和10年の水害によって復旧や設計変更が生じたため、最終的に34万7千8百97円となった。
夙川公園の設計において重要とされたのは、
1. 水害防止、
2. 松林をはじめとする既存樹林の保存、
3. 逍遥（散歩）利用を可能にする遊歩道の整備、

であった。まず、十分な河積を確保するために、河川敷幅員は、河口付近で25m、最上流で9mとされ、両岸に堅固な石積護岸、計3340mが築造された。標準断面は、川幅9m、護岸石積高2.5mで、増水時にも対応する円滑な流水が図られた。
河床勾配は1/250-1/200とされ、落差1.5mの堰堤が7か所つくられた。川には、随所に飛び石の渡河地点が設置されたが、流水を妨げることはない。
松林の保存は、両岸ともにやや複雑な地形の起伏をできる限りそのまま公園に取り入れることで図られたという。護岸と舗装道路を除いては、土地の切り盛りは極力避けられ、傾斜が急なところには地形上の納まりと風致を兼ねて野面石積等が施された。松林は竣工当時と現在で大きな違いはなく、現在、概ね樹高15m程度のものが多い。もっとも竣工から80年余を経ており、当時新植した苗木であってもこの樹高に達し得るので、いずれが当初からの保存樹木であるかは判断が難しいが、奇樹と思しき変わった樹形のものも大切に保存されており、これは昔から当地にあったものと考えられている。
都市計画決定、受益者負担、風致地区指定による両岸近接区域における緑の保全といった整備手法にも先見性が満ちており、緑道、グリーンインフラ優良事業の元祖である。

### 桜
1949年（昭和24年）、1,000本のサクラの若木の植樹が行われ、桜博士と呼ばれる笹部新太郎が管理、育成、植樹の指導を行った。1990年（平成2年）、「日本さくら名所100選」に選定された。

### 公園内に架かる橋
- 銀水橋
- 越木岩橋
- 北夙川橋

- 苦楽園口橋
- 大井手橋
- こほろぎ橋

- 羽衣橋
- 片鉾橋
- 夙川橋

- 川添橋
- 翠橋
- 葭原橋

## 見どころ
臨港線から北夙川橋付近までの約2.7kmに、約1,700本の桜の木が植えられている。かつて花見の時期には、特に阪急夙川駅から苦楽園口駅にかけて多くの露店が建ち並んでいたが、「ゴミの不法投棄が多い」「桜の景観を損ねている」という周辺住民からの苦情が相次いでいたことから、2012年より市によって出店が禁止されている。加えてバーベキューなど火気の使用も禁止されているが、地面にシートを敷いて弁当を食べたり、桜を見て楽しむことができることから、花見客のもっとも多い区間である。なお、阪神香櫨園駅以南はさほど人が多くない。毎年4月初旬に西宮さくら祭りが開催され、桜めぐり・ウォークラリーなどのイベントが行われる。
公園には駐車場がないほか、公園周辺の道路も駐車禁止となっている。

## 樹木伐採の計画
市道拡張と立体交差化による県道の踏切渋滞解消を目的とした都市計画変更が立案されたが、このうち阪急甲陽線の苦楽園口駅から甲陽園駅にかけての区間を道路の地下へ移設するためトンネルを露天掘りするにあたって、当初計画では夙川公園の樹木を数百本（周辺を含め多ければ1,000本）近くの伐採を伴うものであった。この計画に対して地域住民からの反対意見が多くあったことから計画を変更したため、公園の樹木は守られることになったが、地域住民で組織するオンブズマンなどは、変更案についても引き続き別の観点から憂慮を表明している。

## 参考画像

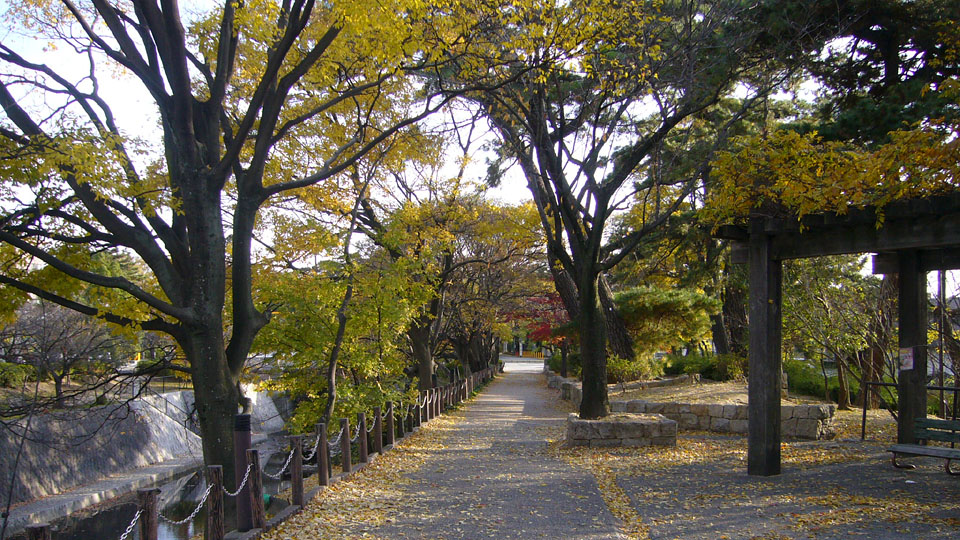
西岸遊歩道（12月初旬）
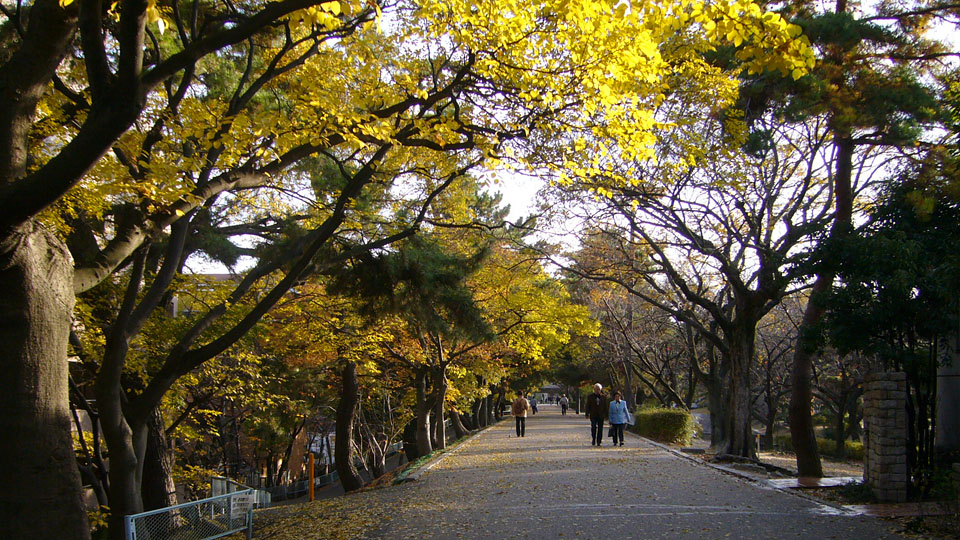
東岸遊歩道（12月初旬）
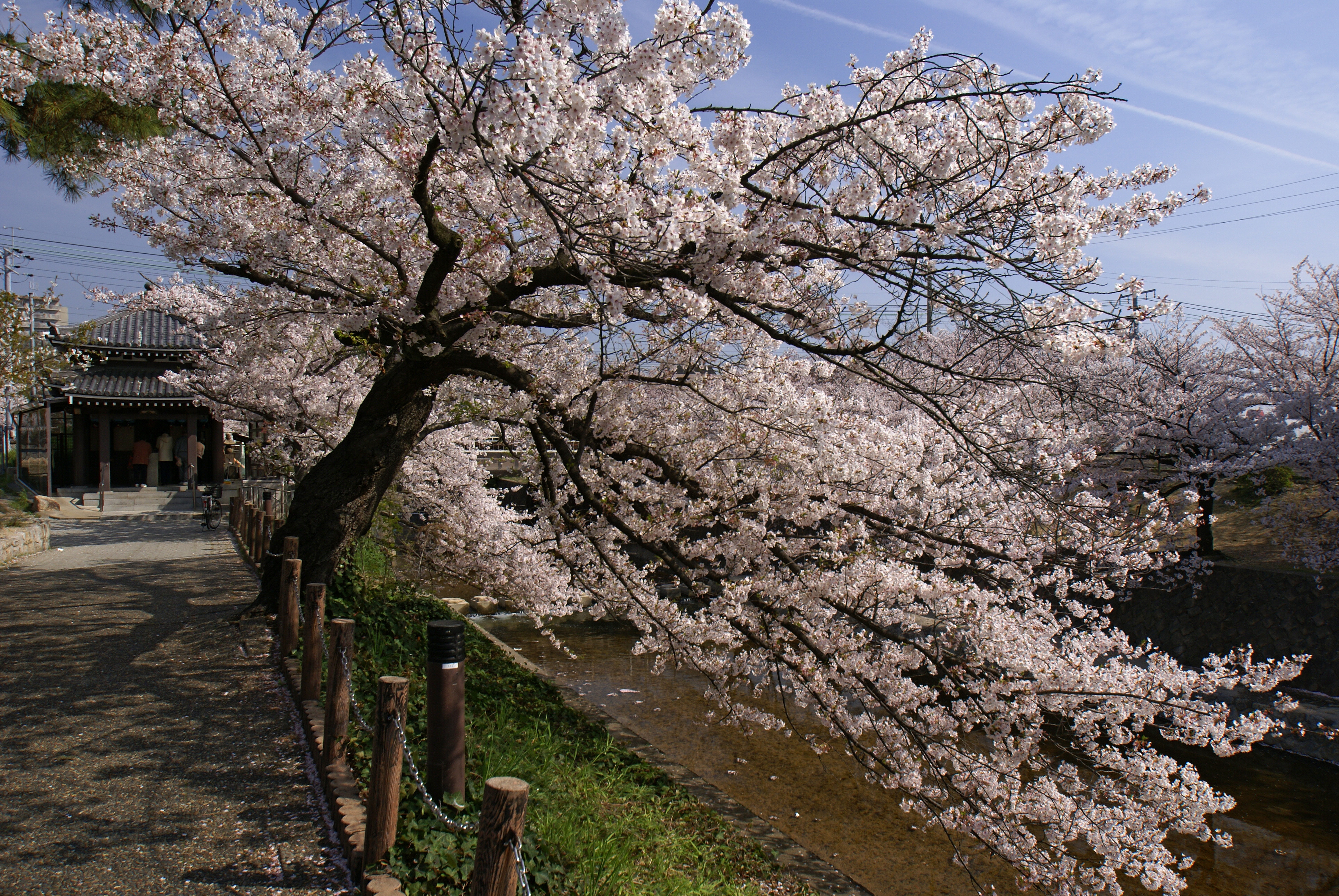
桜の季節
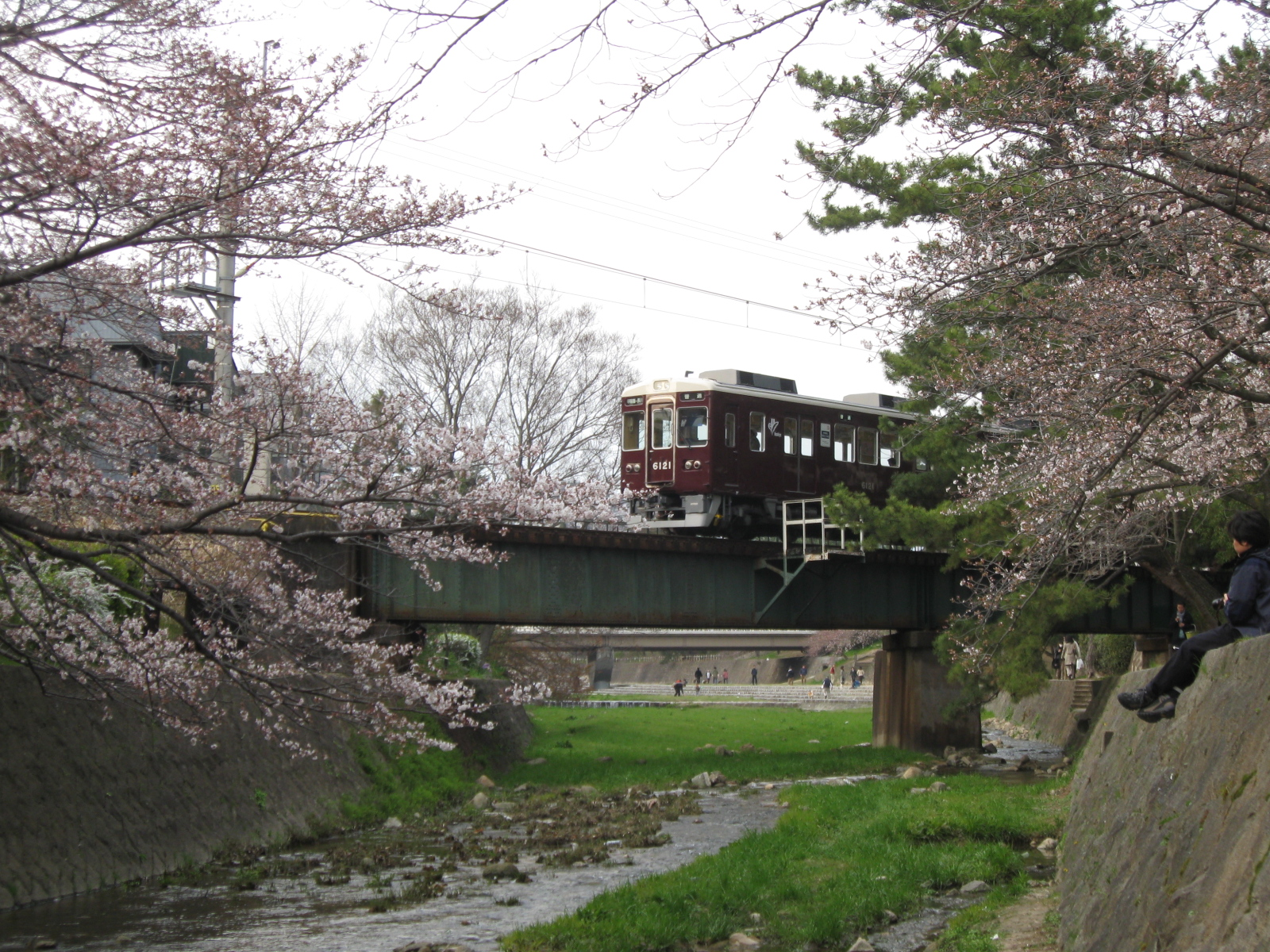
公園内を跨ぐ阪急甲陽線

## 周辺の施設
- 大手前大学さくら夙川キャンパス
- カトリック夙川教会
- 旧山本家住宅
- 浦家住宅
- ギャラリー小さい芽
- 片鉾池
- 夙川公民館（松下記念ホール）
- 辰馬考古資料館
- 西宮市大谷記念美術館
- 兵庫県立甲山森林公園
- 北山緑化植物園
- 西宮市教育文化センター
- 西宮市立中央図書館
- 甲陽学院中学校
- 西宮回生病院

## 交通
- 阪急電鉄神戸線・甲陽線 夙川駅、甲陽線 苦楽園口駅
- 阪神電鉄本線 香櫨園駅
- JR西日本東海道本線（JR神戸線） さくら夙川駅